# Phương trình sóng điện từ
Phương trình sóng điện từ là phương trình đạo hàm riêng bậc hai miêu tả sự lan truyền của sóng điện từ qua một môi trường hay trong chân không. Nó là dạng ba chiều của phương trình sóng. Dạng thuần nhất của phương trình, viết theo số hạng của điện trường E và từ trường B là:
{\displaystyle \left(\nabla ^{2}-{\mu \epsilon }{\partial ^{2} \over \partial t^{2}}\right)\mathbf {E} \ \ =\ \ \mathbf {0} }
{\displaystyle \left(\nabla ^{2}-{\mu \epsilon }{\partial ^{2} \over \partial t^{2}}\right)\mathbf {B} \ \ =\ \ \mathbf {0} }
với 
{\displaystyle c={1 \over {\sqrt {\mu \epsilon }}}}
là tốc độ ánh sáng trong môi trường có độ từ thẩm ({\displaystyle \mu }), và hằng số điện môi ({\displaystyle \epsilon }), và ∇2 là toán tử Laplace.  Trong chân không, c = c0 = 299.792.458 mét trên giây.  Phương trình sóng điện từ được suy ra từ phương trình Maxwell.